# Rita Verdonk
Pour les articles homonymes, voir Verdonk.
Maria Cornelia Frederika Verdonk, dite Rita Verdonk, née le 18 octobre 1955 à Utrecht, est une femme politique néerlandaise, membre fondatrice du parti Fiers des Pays-Bas (ToN).
Ancienne ministre de l'Immigration et de l'Intégration connue pour ses positions rigides dans ces domaines, elle y a gagné le surnom de « Rita de Fer ».

## Formation et carrière
Après avoir achevé ses études secondaires à Utrecht, Rita Verdonk a étudié la sociologie et la criminologie à l'université catholique de Nimègue.
Elle a ensuite travaillé pour le ministère de la Justice, d'abord comme sous-directrice de la prison de Schéveningue, de 1984 à 1988, puis membre du comité directeur de la prison De Schie à Rotterdam. Entre 1992 et 1996, elle a travaillé au sein du service chargé de la politique pénitentiaire pour les mineurs et la rétention de sûreté, dont elle a même été directrice adjointe.
En 1996, elle est nommée directrice du service de sécurité intérieure (BVD, services secrets). Au bout de trois ans, elle quitte la fonction publique et rejoint l'entreprise d'experts-comptables KPMG.

## Carrière politique

### Débuts militants
Probablement du Parti politique des radicaux (PPR) en 1978, elle a fait partie du Parti socialiste pacifiste (PSP) entre 1978 et 1980, avant de rejoindre, en 2002, le Parti populaire libéral et démocrate (VVD).

### Ministre de l'Immigration: «Rita de Fer»
Le 27 mai 2003, Rita Verdonk est nommée ministre de l'Immigration et de l'Intégration dans la coalition de centre droit dirigée par le chrétien-démocrate Jan Peter Balkenende.
Du fait de ses prises de positions publiques, elle devient l'une des personnalités politiques les plus connues du pays. L'opinion reste, à son sujet, très partagée, puisqu'elle a été sacrée par un sondage « meilleure personnalité politique » en 2005 et 2007, et « pire personnalité politique de l'année » deux ans plus tard, en 2009.
Sa réputation de fermeté vis-à-vis des immigrants lui a valu le surnom de « Rita de Fer », en référence à la « Dame de Fer », sobriquet attribué à Margaret Thatcher. En outre, durant la visite d'un quartier pauvre au Maroc, elle a déclaré ne pas comprendre « pourquoi ils viennent aux Pays-Bas, les Marocains, il y a tant de travail à faire ici ». Elle s'est également montrée favorable a un projet de code de conduite, qui imposerait l'obligation de parler la langue néerlandaise dans les lieux publics et dans la rue.

### Course à la direction du VVD
Elle fait savoir, le 4 avril 2006, qu'elle compte briguer la direction du VVD, à l'instar du secrétaire d'État à l'Éducation, Mark Rutte, et du député Jelleke Veenendaal. Elle choisit alors comme directeur de campagne Kay van der Linden, qui avait déjà occupé ce poste aux côtés du populiste Pim Fortuyn. Le scrutin, marqué par « l'affaire Ayaan Hirsi Ali », voit finalement la victoire de Rutte (futur Premier ministre), soutenu par l'ensemble de la direction du parti, même si elle obtient 46 % des voix.

### L'affaire Ayaan Hirsi Ali
À la suite des déclarations de la députée libérale Ayaan Hirsi Ali, en pointe dans la lutte contre l'islamisme, selon lesquelles elle avait menti sur son nom de famille lors de sa procédure de naturalisation, en 1992, la ministre de l'Immigration fait savoir qu'elle compte la déchoir de sa nationalité néerlandaise, concluant qu'elle ne l'avait jamais obtenue, du fait de ce mensonge.
Au cours d'un débat animé devant la seconde Chambre des États généraux, elle nie avoir été au courant de ce mensonge, ce que contredisent les faits dans la mesure où la députée en avait informé la direction du VVD en 2003, et l'avait évoqué avec la presse dès 2004. Bien qu'elle ait survécu à un vote de censure, les critiques se font de plus en plus fortes contre elle, et elle finit par revenir sur sa décision le 27 juin en se basant sur une loi somalienne qui dispose qu'une personne peut porter le nom de son grand-père plutôt que de son père, ce qui était ici le cas.
Toutefois, cette affaire a eu pour conséquence le retrait des Démocrates 66 (D'66) de la coalition au pouvoir, et donc le déclenchement d'élections législatives anticipées le 22 novembre suivant.

### Fondation des ToN
Au cours de ce scrutin, elle est élue députée à la seconde Chambre.
Expulsée du VVD en octobre 2007, elle annonce vouloir créer un nouveau parti, nommé « Fiers des Pays-Bas » (ToN). Le parti est lancé en avril 2008, pour participer aux municipales de 2010. Son principal axe est celui de la culture hollandaise menacée, ce qui forcerait les Néerlandais à s'adapter aux autres cultures. Les premières propositions connues sont des peines plus sévères pour les groupes à criminalité plus élevée, la réduction de l'aide de développement, et l'imposition des peines minimum. Son programme politique n'est pas tout spécifié, le projet étant de poursuivre son développement en fonction des idées exprimées par les électeurs. Un site web a été ouvert à ce but.
Annoncé très haut dans les sondages, à près de 25 % d'intentions de vote, en 2009, la courbe de popularité de la formation s'effondre l'année suivante, et celui-ci ne recueille que 0,6 % des voix lors des élections législatives anticipées du 9 juin 2010.